# سلیم‌خان شکی
در سال ۱۲۰۹ بنا به فرمان آقا محمد خان، سلیم خان به حکومت شکی انتخاب شد. ناسخ‌التواریخ جلد اول در خصوص جنگ‌های ایران و روسیه می‌نویسد: وقتی قشون روسیه به شیروان حمله کرد مصطفی خان به دلیل اینکه قدرت مقابله نداشت. با مردم سالیان و تالش دشمنی داشت، جهت شکست دادن این دو قبیله به قشون روس دل بسته بود، به حکومت روسیه گردن نهاد. در این موقع حسینقلی خان نیز از لشکر روسیه هراسناک شده با زن و فرزند خویش از راه سالیان عازم تبریز شد. بعد از وی بوالغاکف که یکی از سرداران روس بود بدون مانعی به بادکوبه رفت و شیخ علی خان ناچار با روسیه مدارا نمود و بعضی از مردم سالیان که با علی خان حاکم خویش خصمی داشتند با مصطفی خان شیروانی مکاتبه نموده و ابراز دوستی کردند. لاجرم مصطفی خان دل قوی کرده مردم خود را با جمعی از روسیان برداشت و تا ارض جواد بتاخت و از آنجا تصمیم عزم داد که بر لشکر پیرقلی خان شبیخون برد و قبایل شیروان را که او کوچ می‌داد استرداد کند ولی در این نبرد شکست خورد و پیر قلی خان، مصطفی خان را تا کنار کر تعقیب کرد. مصطفی خان بعد از این شکست به سالیان رفت و، میر باقر خان برادر مصطفی خان که بر حسب امر نایب السلطنه با ۳۰۰ تن تفنکچی به حراست سالیان مأمور بود، آگهی از نفاق مردم و اتحاد بعضی از ایشان با مصطفی خان نداشت با دل قوی به جنگ درآمد و از جانب دیگر آن جماعت با مصطفی خان پیمان داشتند، در بگشودند و روسیان را درآوردند، میر باقربیک و جمعی از مردم طالش دستگیر شدند و علی خان از میانه بجست.

## رزم سلیم خان شکی با روسیان
چون این خبر به گوش ژنرال نبولسون رسید و از شکست سالیان، بادکوبه و مغان اطلاع یافت. به طرف شکی شتافت، سلیم خان سپاهی از آوار و جار و تله به مدد آورده با توپخانه و غورخانه و اعداد تمام به پناهگاه (کلسن کورسن) نشیمن کرد و دو بار در حوالی شکی با روسیان صف جنک برکشید و مردانه بکوشید، در پایان کار جماعت لگزیه از جنگ روی برکاشتند و او را تنها گذاشتند. سلیم خان ناچار طریق فرار گرفت و اهل و مال خویش را برداشته آهنگ تبریز کرد؛ و همچنین در راه چند بار با روسیان جنگ کرد و از رود کر عبور کرد و از راه اردبیل به اتفاق فرج‌الله خان شاهسون به تبریز شتافت و بر حسب فرمان ولیعهد (عباس میرزا) در اردبیل ساکن شد. هنوز هم از نوادگان سلیم خان شکی در اردبیل سکونت دارند.